# Terpsichore alsopteris
Terpsichore alsopteris là một loài thực vật có mạch trong họ Polypodiaceae. Loài này được (C.V. Morton) A.R. Sm. miêu tả khoa học đầu tiên năm 1993.